# La Rajoleria (Campins)
La Rajoleria és una obra de Campins (Vallès Oriental) inclosa a l'Inventari del Patrimoni Arquitectònic de Catalunya.

## Descripció
Construcció situada al mig del bosc i avui coberta d'esbarzers. Consta de dues boques de 1,2m per la part exterior, amb arcs esqueixats (d'1m a la part interior). Aquestes boques són tancades per dins amb mur de maó, el qual té un forat al nivell inferior per a fer-hi passar les rajoles. Al mur s'observen 3 rengleres de forats per encastar bigues de fusta.

## Història
El material per fabricar les rajoles provenia de St. Celoni, on, prop de l'estació ferrocarril hi havia un molí que polvoritzava marbre no gaire fi, extret de les pedreres d'allà. La pols es traslladava amb ferrocarril i se'n fabricaven rajoles, anomenades mosaic. El procés durava una setmana i consistia en: 1) enfornar l'obra crua, 2) calar foc al forn, 3) coure, 4) buidar les peces del forn. La datació s'ha fet tenint en compte l'any que va arribar el ferrocarril a St. Celoni.